# روبر سلر
روبر سلر (فرانسوی: Robert Seller‎؛ ۱ اوت ۱۸۸۹ – ۱۷ اوت ۱۹۶۷) بازیگر اهل فرانسه بود.
از فیلم‌ها یا برنامه‌های تلویزیونی که وی در آن نقش داشته‌است، می‌توان به رونق پاریس، شوتار و همراهان، اریحا، ولپن، مأموریت ویژه و دورا نلسون اشاره کرد.